# Linum capitatum
Linum capitatum ist eine Pflanzenart aus der Gattung Lein (Linum).

## Beschreibung
Linum capitatum ist eine ausdauernde, krautige Pflanze, die eine Wuchshöhe von bis zu 40 Zentimetern erreicht und aus einem Rhizom wächst.
Der Stängel ist kantig, alle Laubblätter sind dreinervig, die bodennahen Blätter sind länglich-spatelförmig und stehen in einer Rosette, die oberen Blätter sind lanzettlich und spitz zulaufend, gelegentlich stumpf. Nebenblätter sind in Form eines Drüsenpaares am Blattansatz vorhanden.
Die aufrechten Blütenstände sind Dolden aus fünf bis zehn Blüten an kurzen Blütenstielen. Die länglich-lanzettlichen Kelchblätter sind tief gesägt und behaart, die länglich-lanzettlichen Kronblätter sind goldgelb und rund dreimal so lang wie der Kelch, die Narbe linear bis länglich-rund. Die Kapselfrucht ist eiförmig bis rundlich und am Ende spitz.
Die Chromosomenzahl beträgt 2n = 28.

## Verbreitung
Die Gebirgspflanze ist auf steinigen Hängen in alpinen und subalpinen Lagen Mittel- und Süditaliens (hier auf 1500 bis 2000 m Höhe) und der Balkanhalbinsel (Albanien, Bulgarien, Griechenland und früheres Jugoslawien) heimisch.

## Nachweise
- Giovanni Arcangeli: Compendio della flora italiana ossia manuale per la determinazione delle piante che trovansi selvatiche od inselvatichite nell'Italia e nelle isole adiacenti, 2. Auflage, 1894, p. 348, Online
- Adriano Fiori, Giulio Paoletti: Flora analitica d'Italia ossia descrizione delle piante vascolari indigene inselvatichite e largamente coltivate in Italia disposte per quadri analitici, Vol. II, 1901, p. 251, Online
- Filippo Parlatore: Flora italiana, ossia descrizione delle piante che nascono salvatiche o si sono insalvatiche in Italia e nelle isole ad essa adiacenti; distribuita secondo il metodo naturale, Vol. V, 1873, p. 282–283, Online
- Simon, Jelitto, Schacht: Die Freiland – Schmuckstauden, Bd. 2, S. 583, Ulmer, 2002, ISBN 3-800163-78-0